# مارتینا کلیشفسکا
مارتینا کلیشفسکا (لهستانی: Martyna Kliszewska؛ زادهٔ ۷ اوت ۱۹۷۴) بازیگر و نقاش اهل لهستان است.
از فیلم‌ها یا مجموعه‌های تلویزیونی که وی در آن‌ها نقش داشته است، می‌توان به ورای تخت جراحی، خانه کشیش، طایفه، پرستار کودک، کارآگاهان جنایی، ماگدا ام.، ع چون عشق، دوران افتخار، رنگ‌های خوشبختی، پدر متیو، ۲ ایکس‌ال و دوستان اشاره نمود.